# Nikanor (Nadieżdin)
Nikanor, imię świeckie Nikołaj Aleksiejewicz Nadieżdin (ur. 1859, zm. 1916) – rosyjski biskup prawosławny.
Był synem kapłana prawosławnego. W 1881 ukończył seminarium duchowne w Jarosławiu. 4 kwietnia 1884, jako student Petersburskiej Akademii Duchownej, złożył wieczyste śluby mnisze, zaś 24 marca 1885 został wyświęcony na hieromnicha. W 1885 ukończył Akademię i został zatrudniony jako wykładowca w seminarium duchownym w Wilnie. Od 1888 do 1891 był inspektorem seminarium duchownego w Tyflisie. W 1891 otrzymał godność archimandryty i objął stanowisko rektora seminarium w Tomsku.
7 grudnia 1897 został wyświęcony na biskupa kirienskiego, wikariusza eparchii irkuckiej. W roku następnym przeniesiony na katedrę jakucką i wilujską. Następnie od 1905 do 1908 był biskupem permskim i solikamskim. W 1908 przeniesiony na katedrę ołoniecką, sprawował urząd do śmierci w 1916.